# Der Hahnenbalken

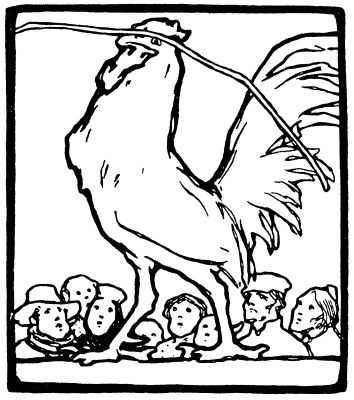
Illustration von Otto Ubbelohde, 1909

Der Hahnenbalken ist eine Sage (ATU 987, 1290). Sie steht in den Kinder- und Hausmärchen der Brüder Grimm an Stelle 149 (KHM 149) und ist eine Kürzung von Friedrich Kinds gleichnamigem Gedicht in Wilhelm Gottlieb Beckers Taschenbuch zum geselligen Vergnügen von 1812.

## Inhalt

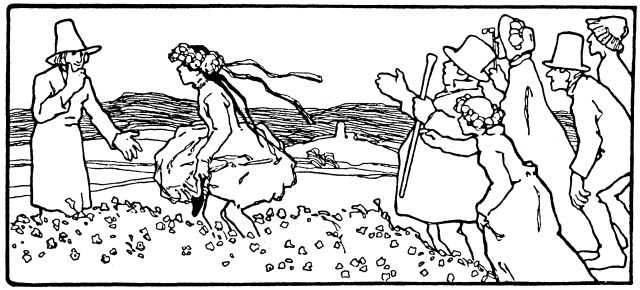
Illustration von Otto Ubbelohde, 1909

Ein Mädchen, das durch ein vierblättriges Kleeblatt klug geworden ist, stellt einen Zauberkünstler bloß, der einen Hahn einen Balken tragen lässt, der nur ein Strohhalm ist. Dafür verspottet er sie, als sie bei ihrer Hochzeit mit erhobenem Rock durch einen Bach geht, der ein Flachsfeld ist.

## Herkunft
Der Schwank vom Typ Augenverblendung (AaTh 987) zeigt die frühere Verbreitung fahrender Gaukler sowie Flachs zur Stoffherstellung (s. a. KHM 14, 128, 156). Grimms Anmerkung nennt als Quelle das Gedicht von Friedrich Kind in Beckers Taschenbuch, gibt noch eine paderbörnische Version (wohl von Familie von Haxthausen) wieder und vergleicht Rübezahl, eine Sage in Mones Anzeiger 1835. S. 408. und die Sage von Rodulf und Rumetrud (Grimms Deutsche Sagen, Nr. 395). Die Geschichte steht aber auch in der Sammlung Sagen der böhmischen Vorzeit, die 1808 anonym erschien, eingeschoben in die Erzählung vom klingenden Waldhäuschen.
Die Grimm’sche Fassung entspricht der Normalform, die in ganz Mitteleuropa verbreitet ist. Der Hahn kann durch einen Seiltänzer ersetzt sein, das Kleeblatt durch eine Schlange, tote Kröte, einen Salamander oder dass das Mädchen am Sonntag oder Heiligabend geboren ist. Im Baltikum kriecht der Zauberer scheinbar durch einen Baumstamm. Die mitteleuropäische Form steht in Wolfgang Bütners Epitome historiarum (1576, S. 115 ff.) und ist in Johannes Praetorius’ Philosophia colus (1662, S. 59) in Zusammenhang mit einem Kleeblatt wiedergegeben. Der Hahn mit dem Balken kommt in Étienne de Bourbons Tractatus de diversis materiis praedicabilibus vor (13. Jahrhundert), später bei Johannes Gastius, Augustin Lercheimer, Hans Jakob Christoffel von Grimmelshausen. Der Wasserzauber kommt schon in der Vita Leos von Catania in Verbindung mit dem Zauberer Heliodorus im 8. Jahrhundert in Sizilien vor, der damit vorbeigehende Frauen die Kleider heben ließ, später in Geoffrey Chaucers Canterbury Tales, in der Histoire de Valentin et Orson, im Faustbuch von 1587, im Volksbuch vom Zauberer Vergil.
Das Schwimmen im Flachsfeld (AaTh 1290) kommt zuerst in Paulus Diaconus’ Historia Langobardorum vor (8. Jahrhundert). Es ziert Dummenschwänke, besonders zusammen mit AaTh 1287 Sich nicht zählen können. Vgl. KHM 119 Die Sieben Schwaben; aus Grimms Deutsche Sagen Nr. 395 Sage von Rodulf und Rumetrud.